# Oxford (Nouvelle-Zélande)
Oxford est une petite localité du nord de la région de Canterbury dans l’Île du Sud de la Nouvelle-Zélande.

## Situation

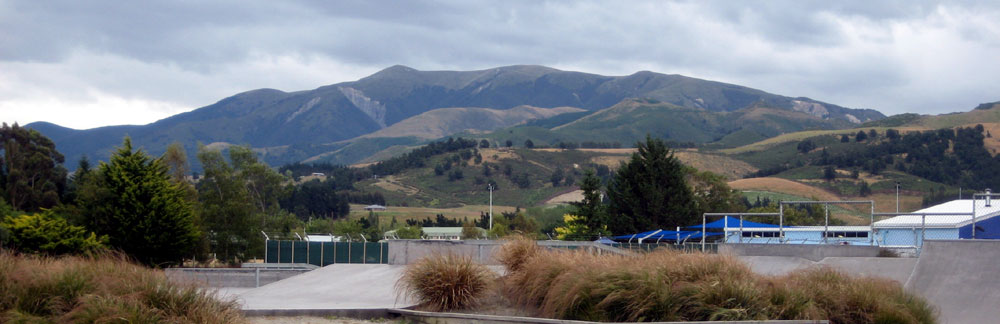
Le Mt Oxford derrière le parc.

C’est une partie du district de Waimakariri et elle constitue une localité linéaire d’approximativement 2 km de long.
La ville d’Oxford est située dans l’angle interne des plaines de Canterbury, à approximativement 50 km au nord-ouest de la ville de Christchurch.
Le centre-ville est à 30 km de celui de Rangiora vers l’est, et le centre des villes de Sheffield et de Darfield vers l’ouest.

## Population
C'est une petite ville d’environ 2100 habitants, desservant les fermes alentour dans le nord de la région de Canterbury .

## Accès
Initialement elle était desservie par la ligne de chemin de fer de la branche d’Oxford (en) du chemin de fer, et possédait deux gares, East Oxford et West Oxford. La ligne a fermé en 1959 et a été démantelée.
Quelques restes des voies et les quais de gare peuvent encore être visibles le long de la route d’Oxford Road sur le chemin de Rangiora.

## Activités économiques
C‘était initialement une ville d’exploitation forestière : les arbres étaient extraits des forêts des alentours et traînés par des bœufs jusqu’à Christchurch.
Une fresque murale décrivant cette vie est peinte sur un mur latéral de la boucherie.

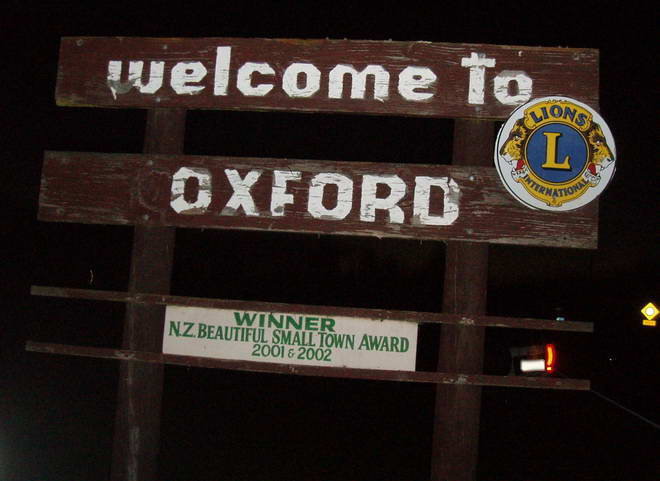
La signalisation « Welcome to Oxford » avec la revendication de « NZ Beautiful Small Town ».

La ville d’Oxford a été récompensée comme le plus joli village et les plus belles toilettes de ville.

## Toponymie
Il n’est pas clair de savoir si la ville a été dénommée d’après la ville Oxford en Angleterre ou d’après le nom de l’université d’Oxford, mais il est plus probable qu’elle fut dénommée d’après Samuel Wilberforce, qui était le évêque d'Oxford de 1845 à 1870, car elle fut nommée par le géomètre en chef de l'association de Canterbury (en), Joseph Thomas (en) en 1849,.

## Éducation
La ville a une école nommée « Oxford Area ». C’est une école publique allant des années 1 à 13, avec un effectif de 522 élèves en mars 2021. Le principal est Mike Hart.

## Communauté

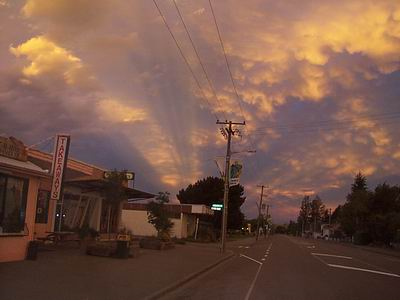
Vue vers l’est.

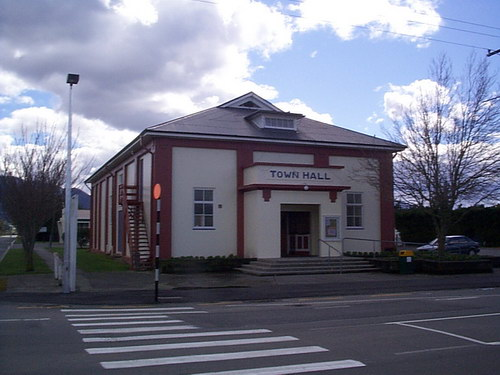
L’hôtel de ville avant les rénovations imposées par le tremblement de terre.

La commune s’est beaucoup mobilisée durant les années 2005 et 2006 pour rassembler des fonds pour des projets tels que la piscine municipale d’Oxford (Orford Community Pool), une piscine basée sur la communauté située dans Burnett Street et un centre de secours avec ambulances.
La ville est fière d’avoir montré la possibilité d’autofinancement de ces projets communs à travers des organisations tels que le Lions Clubs.
Oxford possède plusieurs églises et organisations spirituelles telles que : 
- L’Oxford Union Church (presbytérienne)
- L’Oxford Baptist Church
- La Sacred Heart Catholic Church
- La Seventh Day Adventist Church
- L’Anglican Church
- La Tawera Masonic Lodge
- L’Oxford Working Men’s Club
- Le West Oxford Hotel (Public House - The West)

## Transport
Oxford était relié à Christchurch dès 1878 par la branche de chemin de fer à voie étroite de branche d’Oxford (en) allant d’Oxford West à Rangiora pour y rejoindre la voie large venant de Christchurch.
Avec la conversion des écartements en 1878, il devint plus facile de transférer les passagers et le fret de cette branche à celle de Christchurch, quoique les passagers devaient toujours changer à Rangiora en provenant du train de Waipara vers cette ligne.
L’embranchement ferroviaire s’étendait de Rangiora à travers la jonction de Bennetts Junction (où elle rejoignait la branche d’Eyreton (en) pour Oxford et Sheffield.
Ceci nécessita un long pont rail/route passant très au-dessus des gorges du fleuve Waimakariri .
D’Oxford à Sheffield la ligne fut fermée en 1931, tout le long avec la branche d’Eyreton, laissant la branche d’Oxford persister comme un simple branche rurale. Elle perdit son service passager en 1940.
Du fait du déclin des revenus, la ligne ferma le 31 mai 1959 et le matériel de traction fut vendu à la société Scotts Engineering of Christchurch, qui utilisa les rails de plusieurs branches pour faire des clôtures de fermes.
La ligne était exploitée, les derniers temps, par une locomotive à tender de classe A et AB de type 4-6-2 et classe C de type 2-6-2.
Aucune locomotive diesel ou autorail ne sont connus pour avoir fonctionné sur cette ligne, bien qu’il fût dit, qu’elle ait été donnée en 1940 pour y faire circuler des petits autorails.

## L'Oxford Benevolent and Improvement League
L'« OB&I » fut fondée durant la seconde guerre mondiale pour fournir un support charitable aux épouses de soldats partis pour la guerre.
Pour rassembler de l’argent, ils projetèrent des films dans l’ancien Oxford Town Hall, approximativement tous les samedis durant l'hiver.
L’apogée des films de l'OB&I fut le milieu du[Quoi ?]  quand 3 ou 4 films pouvaient être vus chaque semaine avec des queues s'étendant tout au tour du bâtiment, mais ceci fut le cas, avant que la possession d’une voiture privée devint populaire, et alors que le cinéma le plus proche était à Christchurch, soit à quelques 50 km de distance.

## Rénovation de la rue principale

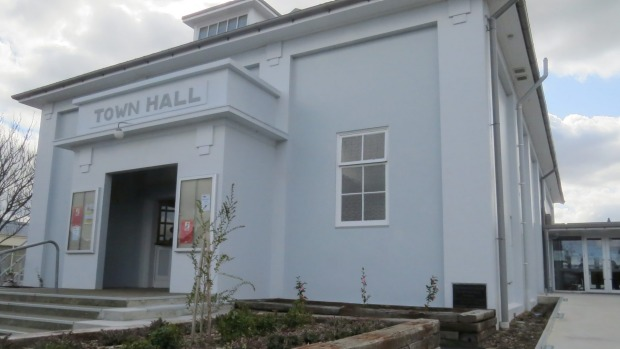
L’Hôtel de ville d’Oxford après les rénovations suite aux tremblements de terre.

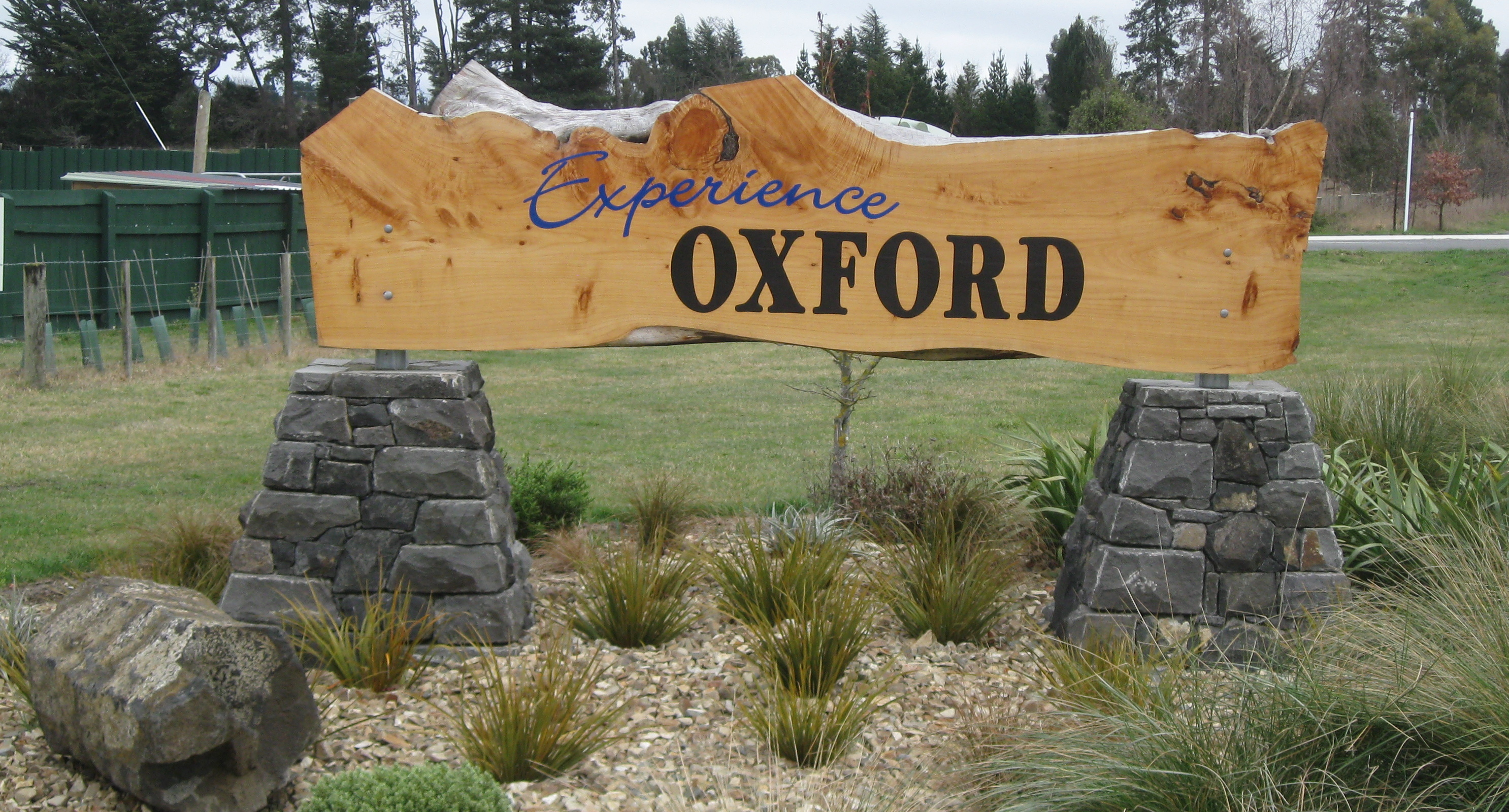
Nouvelle signalisation de l’entrée du Centre-ville d’Oxford.

Durant l’année 2009, La Main Street subit des rénovations majeures avec le ré-surfaçage de la route, la création de refuges pédestres et de localisations stratégiques et un nouveau passage piéton avec un lit de jardins.
L’ancienne signalisation fut remplacée avec des signalisations dénommées « Expérience Oxford » à l’entrée est et ouest de la ville.
Ce projet fut mené avec l’aide du Waimakariri District Council et de l'Oxford Promotions and Action Committee (OPAC), mais les difficultés financières firent qu’il n’était pas terminé des deux côtés de la rue principale en mai 2014.